# Honghe
Honghe (Forenklet kinesisk: 红河; traditionel kinesisk: 紅河; pinyin: Hónghé; Wade-Giles: Húng-hó) er et autonomt præfektur for hani- og yifolkene og ligger i provinsen Yunnan i Kina. Honghe har et areal på 32.929 km² og en befolkning på 4.200.000 mennesker med en tæthed på
128 indb./km² (2007)

## Administrative enheder
Det autonome præfektur Honghe har jurisdiktion over 2 byamter (市 shì), 8 amter (县 xiàn) og 3 autonome amter (自治县 zìzhìxiàn).
| Kort             | Kort                                   | Kort                    | Kort                                | Kort                   | Kort        | Kort      |
| ---------------- | -------------------------------------- | ----------------------- | ----------------------------------- | ---------------------- | ----------- | --------- |
| Kort over Honghe |                                        |                         |                                     |                        |             |           |
| #                | Navn                                   | Hanzi                   | Pinyin                              | Befolkning (2003 est.) | Areal (km²) | Indb./km² |
| Byamter          |                                        |                         |                                     |                        |             |           |
| 2                | Gejiu                                  | 个旧市                  | Gèjiù Shì                           | 390.000                | 1.597       | 244       |
| 3                | Kaiyuan                                | 开远市                  | Kāiyuǎn Shì                         | 260.000                | 2.009       | 129       |
| Amter            |                                        |                         |                                     |                        |             |           |
| 1                | Mengzi                                 | 蒙自县                  | Méngzì Xiàn                         | 320.000                | 2.228       | 144       |
| 4                | Lüchun                                 | 绿春县                  | Lǜchūn Xiàn                         | 210.000                | 3.167       | 66        |
| 5                | Jianshui                               | 建水县                  | Jiànshuǐ Xiàn                       | 500.000                | 3.940       | 127       |
| 6                | Shiping                                | 石屏县                  | Shípíng Xiàn                        | 290.000                | 3.090       | 94        |
| 7                | Mile                                   | 弥勒县                  | Mílè Xiàn                           | 490.000                | 4.004       | 122       |
| 8                | Luxi                                   | 泸西县                  | Lúxī Xiàn                           | 370.000                | 1.674       | 221       |
| 9                | Yuanyang                               | 元阳县                  | Yuányáng Xiàn                       | 370.000                | 2.292       | 161       |
| 10               | Honghe                                 | 红河县                  | Hónghé Xiàn                         | 270.000                | 2.034       | 133       |
| Autonome amter   |                                        |                         |                                     |                        |             |           |
| 11               | Jinping (For miao-, yao- og daifolket) | 金平苗族瑶族 傣族自治县 | Jīnpíng Miáozú Yáozú Dǎizú ìzhìxiàn | 320.000                | 3.677       | 87        |
| 12               | Hekou (For yafolket)                   | 河口瑶族 自治县         | Hékǒu Yáozú Zìzhìxiàn               | 80.000                 | 1.313       | 61        |
| 13               | Pingbian (For miaofolket)              | 屏边苗族 自治县         | Píngbiān Miáozú Zìzhìxiàn           | 150 000                | 1 905       | 79        |

## Etnisk sammensætning
| Folkegruppe      | Antal     | Andel  |
| ---------------- | --------- | ------ |
| Han              | 1.830.245 | 44,31% |
| Yi               | 973.732   | 23,57% |
| Hani             | 685.727   | 16,6%  |
| Miao             | 274.147   | 6,64%  |
| Zhuang           | 99.132    | 2,4%   |
| Dai              | 98.164    | 2,38%  |
| Yao              | 76.947    | 1,86%  |
| Hui              | 68.033    | 1,65%  |
| Lahu             | 9.900     | 0,24%  |
| Bai              | 4.161     | 0,1%   |
| Bouyei           | 3.736     | 0,09%  |
| Mongoler         | 1.214     | 0,03%  |
| Tu               | 835       | 0,02%  |
| ukendt/defineret | 828       | 0,02%  |
| Andre            | 3.662     | 0,09%  |

## Trafik
Kinas rigsvej 323 løber gennem området. Den begynder i Ruijin i provinsen Jiangxi og fører gennem Guangdong og Guangxi og ender i Lincang i Yunnan, på grænsen til Burma.
23°22′N 103°09′Ø / 23.367°N 103.150°Ø